# Mariage (film, 1985)
Pour les articles homonymes, voir Mariage (homonymie).
Pour plus de détails, voir Fiche technique et Distribution.
Mariage (Женитьба, Jenitba) est un film bulgare réalisé par Slav Bakalov et Rumen Petkov et sorti en 1985.

## Synopsis
Un futur marié impatient est en proie à d'étranges visions.

## Fiche technique
- Titre : Mariage
- Titre original : Женитьба (Jenitba)
- Réalisation : Slav Bakalov et Rumen Petkov
- Scénario : Slav Bakalov et Rumen Petkov
- Musique : Boris Karadimchev
- Photographie : Feodor Arnaoudov
- Montage : Zheni Kirkova
- Société de production : Boyana Film et Studio des films d'animation Sofia
- Pays :  Bulgarie
- Genre : Animation
- Durée : 6 minutes
- Dates de sortie : 
  -  Bulgarie : 9 juillet 1985

## Distinctions
Le film a reçu la Palme d'or du court métrage lors du Festival de Cannes 1985.